# تروپیکامید
تروپیکامید (به انگلیسی: TROPICAMIDE)
رده درمانی: آنتی کولینرژیک گشادکننده مردمک چشم، سیکلوپلژیک
اشکال دارویی: قطره چشمی

## استریو شیمی
تروپیکامید شامل یک مرکز استریو است و شامل دو انانتیومر است. این یک ترکیب 1: 1 ( R ) و ( S ) است - فرم:
| انتی متان تروپیکامید   | انتی متان تروپیکامید   |
| ---------------------- | ---------------------- |
| CAS-Nummer: 92934-63-9 | CAS-Nummer: 92934-64-0 |

## موارد مصرف
تروپیکامید برای معاینه ته چشم، سیکلوپلژی و اندازه‌گیری میزان انکسار چشم به کار می‌رود.

## مکانیسم اثر
تروپیکامید پاسخ عضله اسفنکتر عنبیه و گشادی جسم مژگانی را مهار می‌کند و باعث فلج تطابق می‌شود. این دارو آلکالوئید بلادونا است.

## عوارض جانبی
سیستمیک: تاکیکاردی، تیرگی شعور، هالوسیناسیون، تغییرات هیجانی در بچه‌ها، تب، گرگرفتگی، خشکی پوست، خشکی دهان، ناراحتی شکم ( بچه‌ها: اتساع مثانه نامنظم‌شدن ضربان قلب، وقفه تنفسی).